# Sala-zilvermijn
De Sala-zilvermijn is een zilvermijn in Sala, Västmanland die actief was van de 15e eeuw tot 1908. De mijn wordt bezocht als attractie: in de oude gebouwen van de mijn is een museum gevestigd, worden concerten gegeven en op 155 meter diepte bevindt zich een ondergrondse hotelsuite.